# Sydney Football Club
Maillots
Actualités
Le Sydney FC (aussi FC Sydney en français) est un club australien de football fondé en novembre 2004 et basé à Sydney. Quintuple vainqueur du championnat d'Australie en 2006, 2010, 2017,  2019 et 2020 et de la Ligue des champions de l'OFC en 2005, la franchise a vu plusieurs joueurs de renom représenter ses couleurs, tels que Dwight Yorke, Juninho Paulista, John Aloisi, Brett Emerton, Lucas Neill ou encore Alessandro Del Piero. Le club dispose aujourd'hui de sa propre enceinte avec le Sydney Football Stadium, d'une capacité de 45 500 spectateurs.

## Historique

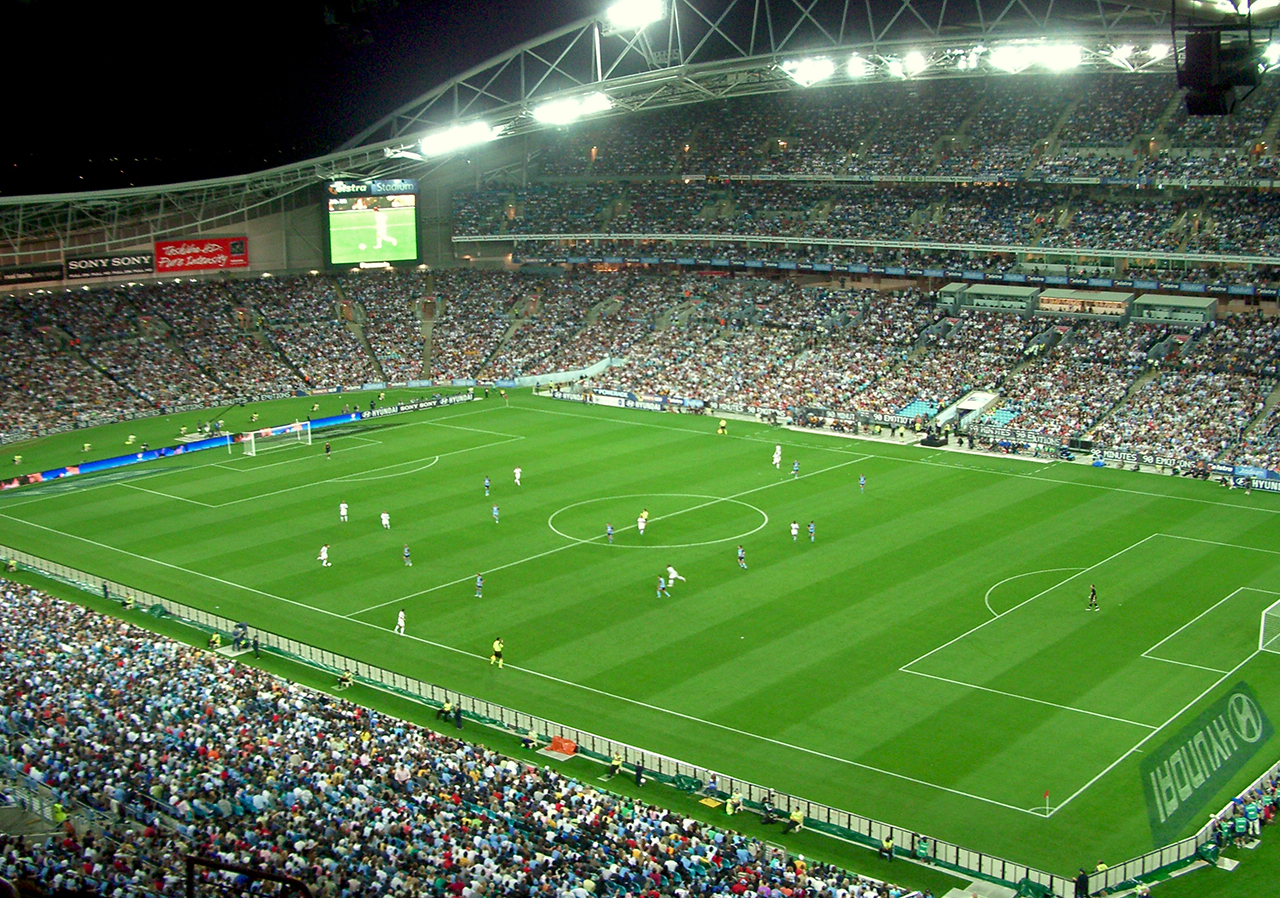
Syndey Football Stadium

### Première saison
A priori, l'année 2005 fut un grand succès pour le Sydney FC, dans le championnat d'Australie ainsi que dans les championnats d'Océanie et du Monde. Ce dernier eut lieu au Japon, avec la participation des clubs champions de chaque continent, au mois de décembre. Après avoir perdu son premier match du tournoi contre le Deportiva Saprissa (Costa Rica), le Sydney FC battit les Égyptiens d'Al Ahly 2-1 pour terminer en cinquième place.  
Le premier match en A-League pour le club eut lieu le 28 août 2005 contre le Melbourne Victory devant près de 30 000 spectateurs au «Aussie Stadium» de Sydney avec un score final de 1-1. Le joueur vedette et capitaine de Sydney, Dwight Yorke, ancien attaquant de Manchester United en Angleterre, égalisa pour le Sydney FC vers la fin du match.
Le Sydney FC termina la saison au deuxième rang du classement et se qualifia pour la finale à domicile en battant le Adelaide United 4-3 en match aller-retour. La victoire en finale contre le Central Coast Mariners FC (1-0) devant une foule record de plus de 41 000 fans a permis au Sydney FC de décrocher le premier titre australien depuis la création de la A-League.

### Saison 2006-2007
Lors de la saison 2006-2007 de la A-League, le parcours du Sydney FC a été pour le moins décevant par rapport à la saison précédente. Le Sydney FC n’a jamais dépassé la troisième place du championnat sur huit équipes jusqu’en novembre 2005. Face à ce début de saison médiocre  du point de vue des fans du Sydney FC, l’entraîneur anglais Terry Butcher a été sévèrement critiqué par le média sportif local, plusieurs personnalités de la télévision ainsi qu’un grand nombre des fans eux-mêmes. Le club a néanmoins décidé de ne pas mettre en cause publiquement la retenue de Butcher comme entraîneur, notamment à cause de la liste impressionnante de joueurs blessés tout depuis la première journée de la saison, décidant ainsi que les circonstances autour du club champion d’Australie n’ont pas été assez favorables pour mériter le renvoi de l'entraîneur britannique. 
La seconde moitié de la saison 2006-2007 semble avoir débuté beaucoup plus positivement pour le club de Sydney. Après l'arrivée à la mi-saison de l'italien Benito Carbone, Sydney paraît avoir retrouvé ses couleurs. Le club occupe actuellement la deuxième place au championnat derrière le Melbourne Victory, récemment couronné champions d'Australie, malgré la blessure au tendon du jarret de Carbone, qui a malheureusement mis fin à son contrat de courte durée de quatre matches. Carbone avait néanmoins déjà marqué deux buts lors de ses trois matches joués chez le club.
Lors des finales de la A-League 2006-07, le Sydney FC s'est fait éliminer dès le deuxième match au profit des Newcastle United Jets FC au terme d'une rencontre aller-retour (2-1,0-2).
L'entraîneur anglais du Sydney FC et ancien capitaine de l'équipe d'Angleterre de football a été renvoyé par le club le 8 février 2006, en dépit de la période d'un an restant à écouler dans son contrat avec le club qui est donc obligé de verser à Butcher une sorte d'indemnisation. L'entraîneur anglais fut remplacé par l'Australien Branko Culina, dont le fils Jason fait partie de la sélection nationale et a participé à la Coupe du monde de football de 2006 en Allemagne.

### Ligue des Champions d'Asie 2007
Le 22 novembre 2006, Sydney FC et Adelaide United furent nommés pour représenter l’Australie pour la toute première fois de l’histoire dans la Ligue des champions de l'AFC (édition 2007). Après une saison 2006-07 décevante, on ne s’attendait pas à des miracles du côté du club de Sydney. Plusieurs joueurs importants quittèrent le club à la fin de la saison domestique et l’entraîneur Terry Butcher fut remplacé par l’Australien Branko Culina. Culina annonça un effectif de 21 joueurs pour la compétition et l’équipe parvint à décrocher une victoire inattendue (2-1) à l’aller contre l’équipe chinoise de Shanghai Shenhua, le 7 mars 2007. Ce premier succès était suivi d’un match nul (2-2) contre le club japonais Urawa Red Diamonds devant 21,010 spectateurs – ce qui fut le plus grand rassemblement de supporters du Sydney FC pendant toute l’année 2006-07. Mais l’équipe se montra beaucoup moins efficace contre les Indonésiens du Persik Kediri lors d’un match reporté d’un jour à cause des pluies diluviennes, subissant une défaite extrêmement décevante dû en grande partie à un manque de conditionnement physique.
En dépit de difficultés présentées par la suspension de David Carney et Ruben Zadkovich, le Sydney FC se vengea de sa défaite deux semaines plus tard à domicile face au Persik. Les hommes de Culina le remportèrent 3-0, buts signés du milieu de terrain Steve Corica (2) et l’attaquant Alex Brosque.
Le 9 mai 2007, le Sydney FC accueillit au Sydney Football Stadium le Shanghai Shenhua. Le match se déroula dans une ambiance très tendue et fut marqué par des tactiques douteuses de la part des champions chinois aux yeux des supporters de Sydney pour rompre le rythme de jeu de leurs adversaires. Même si le Sydney FC domina largement la rencontre, il ne parvint pas à profiter de ses occasions (dont un penalty raté du milieu de terrain Ufuk Talay) : score final, 0-0. Ce résultat s’avérera coûteux : une victoire aurait permis à l’équipe de Sydney de prendre la tête du classement dans son groupe à la suite du match nul (3-3) du Urawa face au Persik en Indonésie plus tard dans la journée.
Deux semaines plus tard, le Sydney FC participa à son dernier match à l’extérieur de la phase des poules de la compétition au Japon, face à Urawa Red Diamonds. Le club japonais devançait les Australiens d’un point au classement, donc ces derniers devaient gagner afin de progresser au prochain tour. Le Sydney FC ne pût pas profiter d’une grande possession de balle. Le score final de 0-0 signala la fin du rêve asiatique pour le club de Sydney.

### Saison 2007-2008
Le 27 novembre 2007, l’équipe américaine de Los Angeles Galaxy a rencontré le Sydney FC à l’occasion d’un match d’exhibition au Telstra Stadium de Sydney. Sydney a remporté la rencontre (5-3), malgré un but magnifique marqué sur coup franc par le joueur vedette du Galaxy, l’Anglais David Beckham.
Parmi les nouveaux recrutés pour la saison 2007-08 figurent Tony Popovic, ex-joueur de la sélection australienne, ainsi que Michael Enfield, ancien milieu offensif du LA Galaxy. Le 3 août 2007, l’international brésilien Juninho Paulista, ancien joueur du Celtic FC en Écosse et du Middlesbrough en Angleterre, a signé un contrat avec le club. Le Sydney FC a également annoncé l’arrivée au club des jeunes joueurs australiens Ben Vidaic et Adam Biddle.
Le 22 octobre 2007, le club a annoncé le départ de Branko Culina du poste d’entraîneur. Le lendemain, l’ancien entraîneur de Adelaide United FC, John Kosmina, a été dévoilé comme son successeur. Les premiers résultats de Kosmina au club se sont avérés impressionnants, comprenant deux victoires (3-2 contre une équipe des Central Coast Mariners FC en tête du classement à domicile, devant presque 18 000 spectateurs, suivie d’une victoire, 1-0, contre les Newcastle Jets FC à l’extérieur) et un match nul (0-0) face aux champions Melbourne Victory pourtant offrant un très beau spectacle aux spectateurs dans les tribunes. La première défaite du club sous Kosmina est survenue le 15 décembre, 4-2 à domicile face au Perth Glory FC, dernier au classement. Steve Corica et Michael Bridges, ont marqué les deux buts des Blues.

## Palmarès et records

### Palmarès
| Compétitions nationales | Compétitions internationales |
| - A-League - Champion (5) : 2006, 2010, 2017, 2019 et 2020 - Vice-champion : 2015 - Vainqueur de la saison régulière (4) : 2010 et 2017, 2018 et 2020 - FFA Cup - Vainqueur (1) : 2017 - Finaliste : 2016 et 2018 | - Coupe du monde des clubs de la FIFA - Une participation - Meilleure performance : cinquième place (2005) - Ligue des champions de l'OFC - Vainqueur (1) : 2005 - Ligue des champions de l'AFC - Cinq participations - Meilleure performance : huitièmes de finale (2016) |

### Bilan par saison
| Année     | Saison régulière | Saison régulière | Saison régulière | Saison régulière | Saison régulière | Saison régulière | Saison régulière | Saison régulière | Grand Finals    | FFA Cup                | Compétitions continentales | Affl. moy. saison régulière | Meilleurs buteurs       | Meilleurs buteurs |
| Année     | M                | V                | N                | D                | BP               | BC               | Pts              | Pos              | Grand Finals    | FFA Cup                | Compétitions continentales | Affl. moy. saison régulière | Joueurs                 | Buts              |
| --------- | ---------------- | ---------------- | ---------------- | ---------------- | ---------------- | ---------------- | ---------------- | ---------------- | --------------- | ---------------------- | -------------------------- | --------------------------- | ----------------------- | ----------------- |
| 2005-2006 | 21               | 10               | 6                | 5                | 35               | 28               | 36               | 2e               | Champion        | Pas de coupe nationale | Vainqueur (OFC)            | 16 669                      | Sasho Petrovski         | 9                 |
| 2006-2007 | 21               | 8                | 8                | 5                | 29               | 19               | 32               | 4e               | Demi-finale     | Pas de coupe nationale | Phase de groupes (AFC)     | 15 555                      | Sasho Petrovski         | 5                 |
| 2007-2008 | 21               | 8                | 8                | 5                | 28               | 24               | 32               | 3e               | Demi-finale     | Pas de coupe nationale | Non qualifié               | 16 963                      | Alex Brosque            | 8                 |
| 2008-2009 | 21               | 7                | 5                | 9                | 33               | 32               | 26               | 5e               | Non qualifié    | Pas de coupe nationale | Non qualifié               | 12 375                      | Alex Brosque            | 5                 |
| 2009-2010 | 27               | 15               | 3                | 9                | 35               | 23               | 48               | 1er              | Champion        | Pas de coupe nationale | Non qualifié               | 13 677                      | John Aloisi Mark Bridge | 9                 |
| 2010-2011 | 30               | 8                | 10               | 12               | 35               | 40               | 34               | 9e               | Non qualifié    | Pas de coupe nationale | Phase de groupes (AFC)     | 8 014                       | Bruno Cazarine          | 9                 |
| 2011-2012 | 27               | 10               | 8                | 9                | 37               | 42               | 38               | 5e               | Demi-finale     | Pas de coupe nationale | Non qualifié               | 11 861                      | Bruno Cazarine          | 8                 |
| 2012-2013 | 27               | 9                | 5                | 13               | 41               | 51               | 32               | 7e               | Non qualifié    | Pas de coupe nationale | Non qualifié               | 18 737                      | Alessandro Del Piero    | 14                |
| 2013-2014 | 27               | 12               | 3                | 12               | 40               | 38               | 39               | 5e               | Quart de finale | Pas de coupe nationale | Non qualifié               | 18 682                      | Alessandro Del Piero    | 10                |
| 2014-2015 | 27               | 14               | 8                | 5                | 52               | 35               | 50               | 2e               | Finale          | Quart de finale        | Non qualifié               | 17 378                      | Marc Janko              | 16                |
| 2015-2016 | 27               | 8                | 10               | 9                | 36               | 36               | 34               | 7e               | Non qualifié    | Seizièmes de finale    | Huitièmes de finale (AFC)  | 16 637                      | Filip Hološko           | 10                |
| 2016-2017 | 27               | 20               | 6                | 1                | 55               | 12               | 66               | 1er              | Champion        | Finale                 | Non qualifié               | 16 001                      | Bobô                    | 16                |
| 2017-2018 | 27               | 20               | 4                | 3                | 64               | 22               | 64               | 1er              | Demi-finale     | Vainqueur              | Phase de groupes (AFC)     | 14 593                      | Bobô                    | 36                |
| 2018-2019 | 27               | 16               | 4                | 7                | 43               | 29               | 52               | 2e               | Champion        | Finale                 | Phase de groupes (AFC)     | -                           | Adam Le Fondre          | 23                |
| 2019-2020 | 26               | 16               | 5                | 5                | 49               | 25               | 53               | 1er              | Champion        | Seizièmes de finale    | Phase de groupes (AFC)     | 12 110                      | Adam Le Fondre          | 22                |
| 2020-2021 |                  |                  |                  |                  |                  |                  |                  | 2e               | Finaliste       | -                      | -                          | -                           | -                       | -                 |
| 2021-2022 |                  |                  |                  |                  |                  |                  |                  | 8e               | -               | -                      | -                          | -                           | -                       | -                 |
| 2022-2023 |                  |                  |                  |                  |                  |                  |                  | 5e               | Demi-finale     | -                      | -                          | -                           | -                       | -                 |
| 2023-2024 |                  |                  |                  |                  |                  |                  |                  | 4e               | Demi-finale     | -                      | -                          | -                           | -                       | -                 |

## Joueurs et personnalités du club

### Entraîneurs
Le tableau suivant présente la liste des entraîneurs du club depuis 2005.
| Rang | Nom                    | Période                     |
| ---- | ---------------------- | --------------------------- |
| 1    | Pierre Littbarski      | févr. 2005 - juin 2006      |
| 2    | Terry Butcher          | juin 2006 - févr. 2007      |
| 3    | Branko Culina          | avr. 2007 - oct. 2007       |
| 4    | John Kosmina           | oct. 2007 - mars 2009       |
| 5    | Vítězslav Lavička      | févr. 2009 - mai 2012       |
| 6    | Ian Crook              | mai 2012 - 11 nov. 2012     |
| 7    | Steve Corica (intérim) | 12 nov. 2012 - 20 nov. 2012 |
| 8    | Frank Farina           | 28 nov. 2012 - 23 avr. 2014 |
| 9    | Graham Arnold          | 8 mai 2014 - avr. 2018      |
| 10   | Steve Corica           | mai 2018 - juin 2023        |
| 11   | Ufuk Talay             | depuis juil. 2023           |

### Joueurs emblématiques
- John Aloisi
- Terry Antonis
- Clint Bolton
- Mark Bridge
- Joshua Brillante
- Alex Brosque
- Aaron Calver
- Nick Carle
- David Carney
- Steve Corica
- Brett Emerton
- Frank Farina
- Tony Popovic
- Clint Bolton
- Simon Colosimo
- Rhyan Grant
- Matthew Jurman
- Brandon O'Neill
- Andrew Redmayne
- Sebastian Ryall
- Alex Wilkinson
- Michael Zullo
- Bobô
- Juninho Paulista
- Miloš Dimitrijević
- Miloš Ninković
- Jacques Faty
- Mickaël Tavares
- Dwight Yorke
- Alessandro Del Piero
- Michael Bridges
- Marc Janko
- Stephan Keller
- Ali Abbas
- Terry McFlynn
- Kazuyoshi Miura
- Byun Sung-hwan

## Stade
Sydney FC joue ses matchs à domicile a l'Allianz Stadium, situé dans la banlieue de Sydney Moore Park. 

## Soutien et image

### Couleurs et logo

Logo de 2004 à 2017
Logo depuis le 17 mai 2017

### Supporters
Le groupe de fans du Sydney FC qui se retrouve pour les matchs à domicile autour de la section 23 du «Aussie Stadium» est connu sous le nom de « The cove » (l'avise). Cette appellation a ses origines dans le nom original donné par les Anglais à la colonie de Sydney : « Sydney Cove ». La zone dans laquelle a eu lieu le premier débarquement d'explorateurs anglais en Australie est devenu aujourd'hui un terminal de ferry. La plupart des fans membres du «cove» soutiennent leur équipe exclusivement à l'occasion des matchs à domicile. Il existe pourtant une minorité de supporteurs dévoués qui accompagne le Sydney FC lors des rencontres à l'extérieur. Ceux-là chantent en chœur des hymnes du club, portent les couleurs du club (bleu ciel notamment), affichent des banderoles dans les stades et tentent d'encourager les joueurs du Sydney FC face à leurs adversaires. Quelques membres du «cove» fabriquent même des écharpes, des drapeaux, des banderoles etc. pour distribuer ou vendre avant les matchs. Grâce notamment au «cove», il règne dans le «Aussie Stadium» une ambiance plutôt électrique, comme lors d'une rencontre PSG-Marseille, par exemple.

### Rivalités
- Melbourne Victory (The Big Blue)
- Western Sydney Wanderers (The Sydney Derby)